# Wielka Brytania na Letnich Igrzyskach Olimpijskich 1948
Wielką Brytanię na Letnich Igrzyskach Olimpijskich 1948 reprezentowało 398 sportowców – 331 mężczyzn i 67 kobiety w 20 dyscyplinach.
Był to 12. start reprezentacji Wielkiej Brytanii na letnich igrzyskach olimpijskich. Wielka Brytania była organizatorem tych igrzysk (Londyn).

## Zdobyte medale
| Medal  | Zawodnik | Dyscyplina sportowa  | Konkurencja                                              |
| ------ | --- | -------------------- | -------------------------------------------------------- |
| Złoto  | Stewart Morris David Bond | Żeglarstwo           | Klasa Star                                               |
| Złoto  | Dickie Burnell Bert Bushnell | Wioślarstwo          | dwójka podwójna                                          |
| Złoto  | Jack Wilson Ran Laurie | Wioślarstwo          | dwójka podwójna wagi lekkiej                             |
| Srebro | Tom Richards | Lekkoatletyka        | maraton                                                  |
| Srebro | John Archer Jack Gregory Alastair McCorquodale Kenneth Jones | Lekkoatletyka        | sztafeta 4 × 100 m                                       |
| Srebro | Dorothy Manley | Lekkoatletyka        | bieg na 100 m                                            |
| Srebro | Audrey Williamson | Lekkoatletyka        | bieg na 200 m                                            |
| Srebro | Maureen Gardner | Lekkoatletyka        | bieg na 80 m przez płotki                                |
| Srebro | Dorothy Odam-Tyler | Lekkoatletyka        | skok wzwyż                                               |
| Srebro | John Wright | Boks                 | waga średnia                                             |
| Srebro | Donald Scott | Boks                 | waga półciężka                                           |
| Srebro | Gordon Thomas Ian Scott Bob Maitland | Kolarstwo            | kolarstwo szosowe Wyścig ze startu wspólnego - drużynowo |
| Srebro | Reg Harris | Kolarstwo            | kolarstwo torowe sprint                                  |
| Srebro | Alan Bannister Reg Harris | Kolarstwo            | kolarstwo torowe tandemy                                 |
| Srebro | David Brodie George Sime William Lindsay Michael Walford Frank Reynolds Frederick Lindsay Normen Borrett John Peake Neil White Robert Adlard William Griffiths Ronald Davis | Hokej na trawie      | turniej mężczyzn                                         |
| Srebro | Chris Barton Michael Lapage Guy Richardson Paul Bircher Paul Massey Charles Lloyd John Meyrick Alfred Mellows Jack Dearlove                                                 | Wioślarstwo          | ósemka                                                   |
| Srebro | Julian Creus | Podnoszenie ciężarów | waga kogucia                                             |
| Brąz   | Tebbs Lloyd Johnson | Lekkoatletyka        | chód na 50 km                                            |
| Brąz   | David Ricketts Tommy Godwin Robert Geldard Wilfred Waters | Kolarstwo            | kolarstwo torowe 4 km drużynowo na dochodzenie           |
| Brąz   | Tommy Godwin | Kolarstwo            | kolarstwo torowe 1 km ze startu zatrzymanego             |
| Brąz   | Harry Llewellyn Henry Nicoll Arthur Carr | Jeździectwo          | Skoki przez przeszkody - drużynowo                       |
| Brąz   | Catherine Gibson | Pływanie             | 400 m stylem dowolnym                                    |
| Brąz   | James Halliday | Podnoszenie ciężarów | waga lekka                                               |